# De Natura Fossilium
De Natura Fossilium é um texto científico escrito por Georg Bauer também conhecido como Georgius Agricola, publicado pela primeira vez em 1546. O livro representa a primeira tentativa científica de categorizar minerais, rochas e sedimentos desde a publicação da História Natural de Plínio, o Velho. Este texto, juntamente com outros trabalhos de Agricola, incluindo De Re Metallica, compõem a primeira abordagem "científica" abrangente para mineralogia, mineração e ciência geológica.

## Conteúdo
O livro inicia com uma exploração das propriedades físicas e químicas de diversos minerais, classificando-os com base em suas características. Agricola detalha métodos de extração mineral e fornece informações práticas sobre mineração, refino e metalurgia, destacando a importância econômica dessas atividades.
Além disso, Agricola introduz conceitos geológicos da época, incluindo a formação de fósseis e depósitos minerais. Ele descreve a interação entre as forças naturais e o ambiente, contribuindo para uma compreensão mais profunda dos processos geológicos subjacentes.
"De Natura Fossilium" é um trabalho precursor que desempenhou um papel crucial na evolução da mineralogia e geologia. Sua abordagem sistemática e observações detalhadas fornecem uma visão valiosa sobre a ciência da Terra durante o Renascimento, influenciando futuros estudos nesse campo.